# Danh sách cao nguyên Việt Nam
Các cao nguyên Việt Nam tập trung ở hai vùng cao là vùng Tây Nguyên và Trung du và miền núi phía Bắc

## Cao nguyên ở Trung du và miền núi phía Bắc
1. Cao nguyên Đồng Văn
2. Cao nguyên Bắc Hà
3. Cao nguyên Tà Phình
4. Cao nguyên Mộc Châu
5. Cao nguyên Nà Sản
6. Cao nguyên Sín Chải
7. Cao nguyên Sơn La

## Cao nguyên ở Tây Nguyên
1. Cao nguyên Kon Tum
2. Cao nguyên Măng Đen (Kon Plông)
3. Cao nguyên Kon Hà Nừng
4. Cao nguyên Plâyku
5. Cao nguyên M'Drăk
6. Cao nguyên Đắk Lắk
7. Cao nguyên Mơ Nông
8. Cao nguyên Lâm Viên
9. Cao nguyên Di Linh